# Fabresema cheesemanae
Fabresema cheesemanae là một loài bướm đêm thuộc phân họ Arctiinae, họ Erebidae.